# Kyryło-Hanniwka
Kyryło-Hanniwka (ukr. Кирило-Ганнівка) – wieś na Ukrainie, w obwodzie połtawskim, w rejonie połtawskim, w hromadzie Zińkiw. W 2001 liczyła 402 mieszkańców.